# Laika (entreprise)
Pour les articles homonymes, voir Laïka (homonymie).
Laika (stylisé LAIKA) est un studio d'animation américain spécialisé dans l'animation en volume. Il est surtout connu pour ses longs métrages Coraline (2009), L'Étrange Pouvoir de Norman (2012), Les Boxtrolls (2014), Kubo et l'Armure magique (2016) et Monsieur Link (2019).
Le studio appartient à Philip Knight, connu pour avoir fondé Nike, et son fils Travis en est le directeur.
Le studio est situé près de Portland dans l'Oregon.
Ils ont une filiale basée à Los Angeles appelée LAIKA Live Action.

## Histoire

### Début
En 2002, Philip Knight, fondateur de la marque Nike rachète les Vinton Studios, un petit studio d'animation en volume en difficulté, pour son fils Travis Knight passionné d'animation.
En 2005, le studio réalise Moongirl, écrit et réalisé par Henry Selick, réalisateur du film d'animation en volume L'Étrange Noël de monsieur Jack avec qui Travis Knight s'est lié d'amitié.

### Premier succès
Henry Selick et Travis Knight désirent continuer sur cette lancée et réaliser un long-métrage appelé Coraline. Ils éprouvent des difficultés à trouver un partenariat avec un studio, leur film est considéré comme « trop effrayant » et l'animation en volume pas comme « un médium viable ». Ils finissent par trouver un partenariat avec Focus Studio et Universal Pictures.
En 2009, le film Coraline est un succès et est nommé aux Oscars.

### Innovation technique

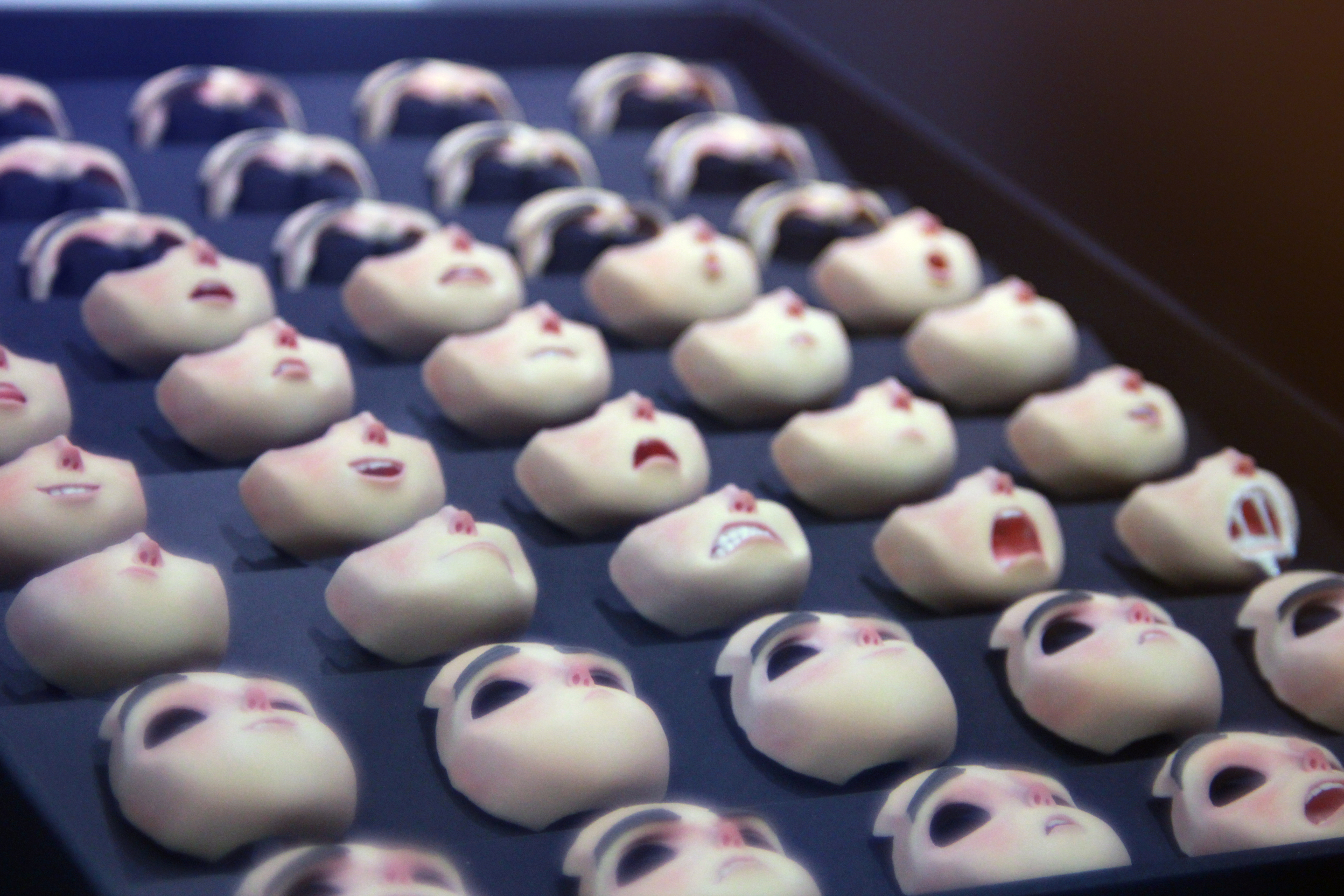
Les visages de Norman, présentés à l'exposition ParaNorman, montrent la toute première utilisation d'imprimantes 3D couleur pour l'animation.

En 2016, le studio reçoit un Oscar scientifique et d'ingénierie pour avoir été un pionnier dans l'utilisation du rapid prototyping (technique consistant à imprimer en 3D les visages des marionnettes) pour l'animation de personnages dans la production de films en stop-motion,,.

## Filmographie

### Courts métrages
- The Legend Of Cranky Verne[6],[7],[8]
- Joe Blow[8],[9]
- Dia de los Muertos[8][10]
- A Dream For Hokusai[8][11]
- 2005 :They Might Be Giants - Bastard Wants To Hit Me[8][12],[13]
- 2005 : Moongirl
- 2009 : The Mouse that Soared[14],[15]
- 2025 : ParaNorman: The Thrifting[16]

### Longs métrages
- 2009 : Coraline, réalisé et écrit par Henry Selick
- 2012 : L'Étrange Pouvoir de Norman, réalisé par Sam Fell et Chris Butler sur un scénario de Chris Butler
- 2014 : Les Boxtrolls réalisé par Graham Annable et Anthony Stacchi
- 2016 : Kubo et l'Armure magique, réalisé par Travis Knight sur un scénario de Marc Haimes et Chris Butler
- 2019 : Monsieur Link, réalisé et écrit par Chris Butler
- 2026 : Wildwood, réalisé par Travis Knight (en production)[17]
- TBA : The Night Gardener, réalisé par Travis Knight (en production)[18]
- TBA : Piranesi, réalisé par Travis Knight (en production)[19]
- TBA réalisé par Pete Candeland[20]

## LAIKA Live Action
- L'agent Seventeen, écrit par John Brownlow (en production)[17]
- Crumble[21]
- Film sans titre de Jon Spaihts[22]
- Atmosphere[23]

## Récompenses
- 2016 : Oscar scientifique et d'ingénierie pour avoir été un pionnier dans l'utilisation du rapid prototyping (technique consistant à imprimer en 3D les visages des marionnettes) pour l'animation de personnages dans la production de films en stop-motion[5].

## Expositions
- Du 18 mars 2023 à l'été 2024 : l'exposition Hidden Worlds: The Films of LAIKA (« Mondes cachés : les films de LAIKA ») a lieu au Museum of Pop Culture à Seattle aux États-Unis[17],[24].